# Museumtrolleybus 101

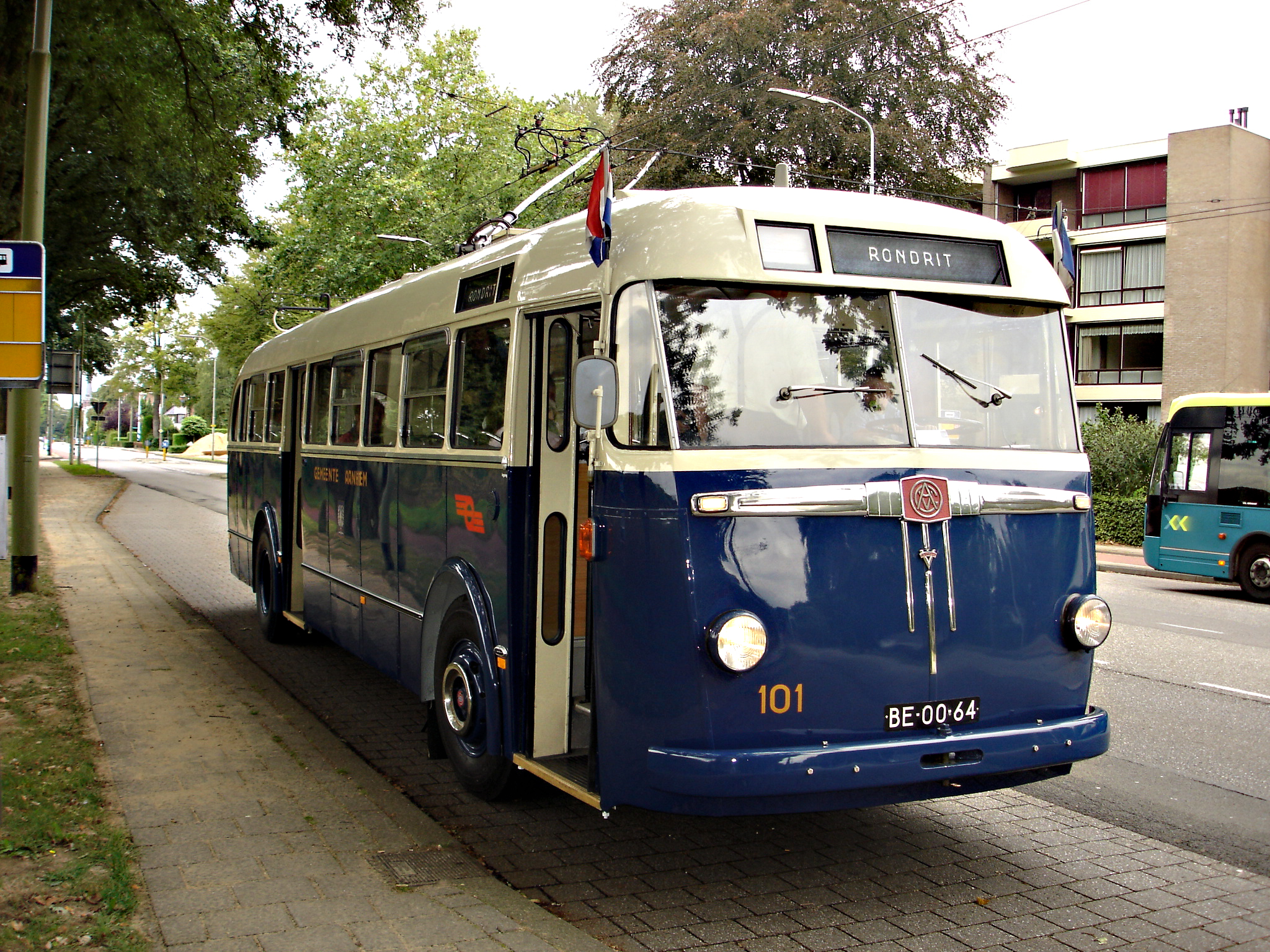
Deurzijde van de bus.

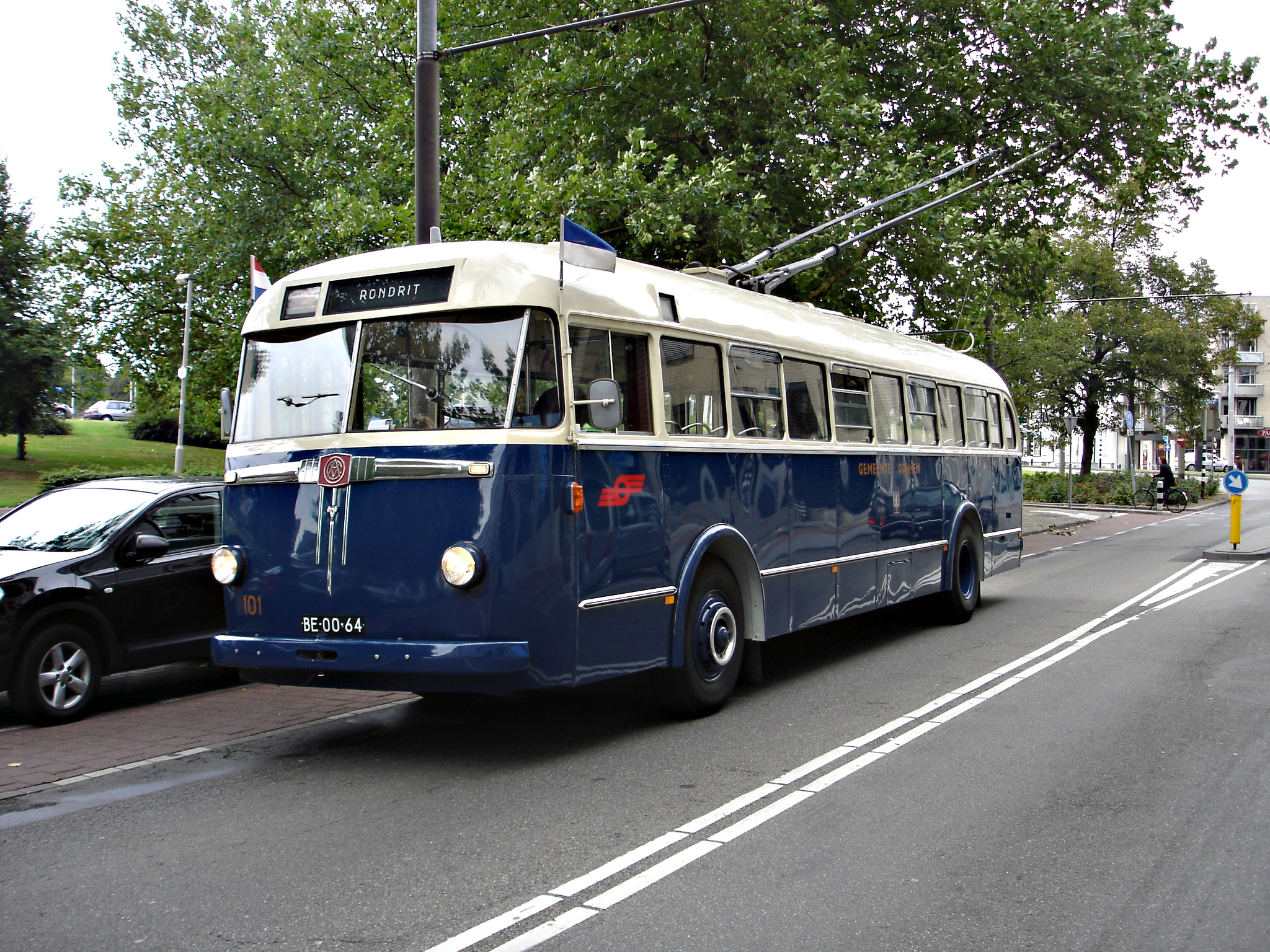
Linkerzijde.

Museumtrolleybus 101 (BUT 9721T / Verheul) van het voormalige Gemeente Vervoerbedrijf Arnhem is de enige in Nederland rijvaardige en voor passagiersvervoer goedgekeurde museumtrolleybus. Hij is gebouwd in 1949 en wordt gestald in de busremise in Arnhem.

## Geschiedenis
De 101 is de eerste bus uit de serie 101-136, gebouwd in 1949 voor het Arnhems trolleybusnet. Deze 36 bussen zijn gebouwd op een in Engeland gebouwd BUT 9721T-chassis met een elektrische installatie van EEC. Het merk BUT was speciaal voor de bouw van trolleybussen opgericht door de Britse busconstructeurs AEC en Leyland gezamenlijk. De carrosserie was in Nederland gebouwd door Verheul te Waddinxveen.
De bussen waren 11,26 meter lang, 2,47 meter breed, wogen 9.200 kg en hadden 37 zit- en 33 staanplaatsen. De elektrische spanning werd 600 volt gelijkstroom bij 1500 ampère. De bussen reden in een donkerblauw/witte kleurencombinatie op alle Arnhemse trolleybuslijnen. Een vervolgserie van 7 stuks werd door dezelfde bouwers geleverd in 1957. Deze serie 137-143, waarvan de 139 (niet rijvaardig) bewaard is gebleven, had een ander uiterlijk.
De serie ging uit dienst tussen 1970 en 1974 om vervangen te worden door modernere en nieuwe British Leyland / Verheul- en DAF / Den Oudsten trolleybussen, die voor een deel gebruik maakten van elektrische installaties en elektromotoren uit de serie 101-136. De 101 ging pas in 1972 buiten dienst en werd op verzoek van de Engelse National Trolleybus Association apart gehouden om ooit in Engeland te worden gerestaureerd. De kosten bleken te hoog te zijn en daarna viel de keuze op het toenmalige Elektrum in Arnhem. Ook dit was niet haalbaar, waarna de 101 tijdelijk onderdak vond in een particuliere tuin in Schaarsbergen. Tot 1982 verkommerde de 101 aldaar in de open lucht.
Enkele (ex) GVA-chauffeurs vatten toen het idee op de bus zelf te restaureren. De directie stemde hiermee in. De restauratie werd in 1983 ter hand genomen en duurde tot mei 1984. Sommige onderdelen waren zo verrot dat met de hand nieuwe moesten worden gemaakt. De gehele beplating, de bekabeling en de vloer zijn vernieuwd. Sinds 6 juni 1984 is de 101 als museumbus beschikbaar. De eerste rit was die dag de opening van trolleylijn 9 vanaf station Arnhem naar De Laar West. Tot ongeveer 18.00 uur heeft hij toen zijn rondjes gereden tussen de overige trolleybussen.

## Heden
Museumtrolley 101 wordt gestald in de remise van Connexxion-dochteronderneming Hermes – die thans onder de naam Breng de stadsbusdiensten in Arnhem uitvoert – aan de Westervoortsedijk in Arnhem. De bus is te huur bij bijzondere gelegenheden en rijdt op zondagen in augustus twee ritten voor het publiek. Om de 101 in optimale conditie te houden worden regelmatig herstelwerkzaamheden uitgevoerd door vrijwilligers van de 'Werkgroep trolley' van de Stichting Veteraan Autobussen.
Op 5 september 2009 reed de trolleybus 60 jaar in Arnhem. Daarom was er een dag later een open dag, waarbij o.a. de 101 gratis ritten maakte van de remise naar het station en terug.